# Rivière aux Chiens
Rivière aux Chiens är ett vattendrag i Kanada.   Det ligger i provinsen Québec, i den sydöstra delen av landet, 150 km öster om huvudstaden Ottawa.
Runt Rivière aux Chiens är det i huvudsak tätbebyggt. Runt Rivière aux Chiens är det mycket tätbefolkat, med 1 463 invånare per kvadratkilometer.